# Limnophila siamensis
Limnophila siamensis är en grobladsväxtart som beskrevs av T. Yamazaki. Limnophila siamensis ingår i släktet Limnophila och familjen grobladsväxter. Inga underarter finns listade i Catalogue of Life.